# Team Sovac
Team Sovac (código UCI: CCS) é um equipa ciclista profissional argelina de categoria Continental que foi criado em 2018.

## Classificações UCI
A partir de 2005 a UCI instaurou os Circuitos Continentais UCI, onde a equipa está desde que se criou em 2018, registado dentro do UCI Africa Tour.

### UCI Africa Tour
| Temporada | Classificação por equipas | Melhor corredor | Posto |
| 2018      | 1º                        | Youcef Reguigui | 2º    |

### UCI Asia Tour
| Temporada | Classificação por equipas | Melhor corredor | Posto |
| 2018      | 87º                       | Davide Rebellin | 356º  |

### UCI Europe Tour
| Temporada | Classificação por equipas | Melhor corredor  | Posto |
| 2018      | 105º                      | Alexander Geuens | 582º  |

## Palmarés
Para anos anteriores veja-se: Palmarés do Team Sovac

### Palmarés 2019

#### Circuitos Continentais UCI
| Datas         | Circuito                | Carreiras                     | Ganhador       |
| 23 de março   | UCI Africa Tour de 2019 | 1.ª etapa do Tour do Egito    | Nassim Saidi   |
| 7 de abril    | UCI Africa Tour de 2019 | 3.ª etapa da Volta a Marrocos | Laurent Évrard |
| 14 de abril   | UCI Africa Tour de 2019 | Volta a Marrocos              | Laurent Évrard |
| 1 de novembro | UCI Africa Tour de 2020 | 8.ª etapa do Tour de Faso     | Hamza Mansouri |

#### Campeonatos nacionais
| Datas | Carreiras | Ganhador |

## Plantel
Para anos anteriores veja-se: Elenco da Team Sovac

### Elenco de 2019
| Nomeie                   | Nascimento | Nacionalidade | Equipa de 2018                             |
| Samy Aurignac            | 21/12/1992 | França        | Neoprofissional                            |
| Boualem Belmokhtar       | 11/03/1993 | Argélia       | Sovac-Natura4Ever                          |
| Abderrahmane Bouchlaghem | 05/10/1994 | Argélia       | Neoprofissional                            |
| Mohamed Bouzidi          | 06/05/1984 | Argélia       | Sovac-Natura4Ever                          |
| Laurent Évrard           | 12/03/1996 | Bélgica       | Sovac-Natura4Ever                          |
| Abderrahmane Hamza       | 19/02/1992 | Argélia       | Sovac-Natura4Ever                          |
| Ayoub Karrar             | 03/02/1993 | Argélia       | Sovac-Natura4Ever                          |
| Hamza Mansouri           | 13/04/1999 | Argélia       | Sovac-Natura4Ever                          |
| Islam Mansouri           | 23/07/1997 | Argélia       | Sovac-Natura4Ever                          |
| Abderrahmane Mansouri    | 13/01/1995 | Argélia       | Sharjah Team                               |
| Hicham Mokhtari          | 11/12/1996 | Argélia       | Sovac-Natura4Ever                          |
| Davide Rebellin          | 09/08/1971 | Itália        | Sovac-Natura4Ever                          |
| Nassim Saidi             | 09/12/1994 | Argélia       | Olympique Team Algerie Tour Aglo 37 (2014) |

1. ↑  Até o 1 de março.
2. ↑  Até o 31 de maio.
3. ↑  Desde o 15 de março.
4. ↑  Até o 30 de abril.